# 米哈伊尔·伊拉里奥诺维奇·沃龙佐夫
米哈伊尔·伊拉里奥诺维奇·沃龙佐夫（俄语：Михаил Илларионович Воронцов，1714年7月12日—1767年2月15日），俄罗斯帝国贵族、政治家和外交官。他作为伊丽莎白女皇的亲信曾于1741年协助她发动政变即位，其后因功被封为伯爵并担任副宰相。1758年，贝斯图热夫伯爵下野后他接任帝国宰相，直至叶卡捷琳娜二世掌权为止。